# ZENSHI

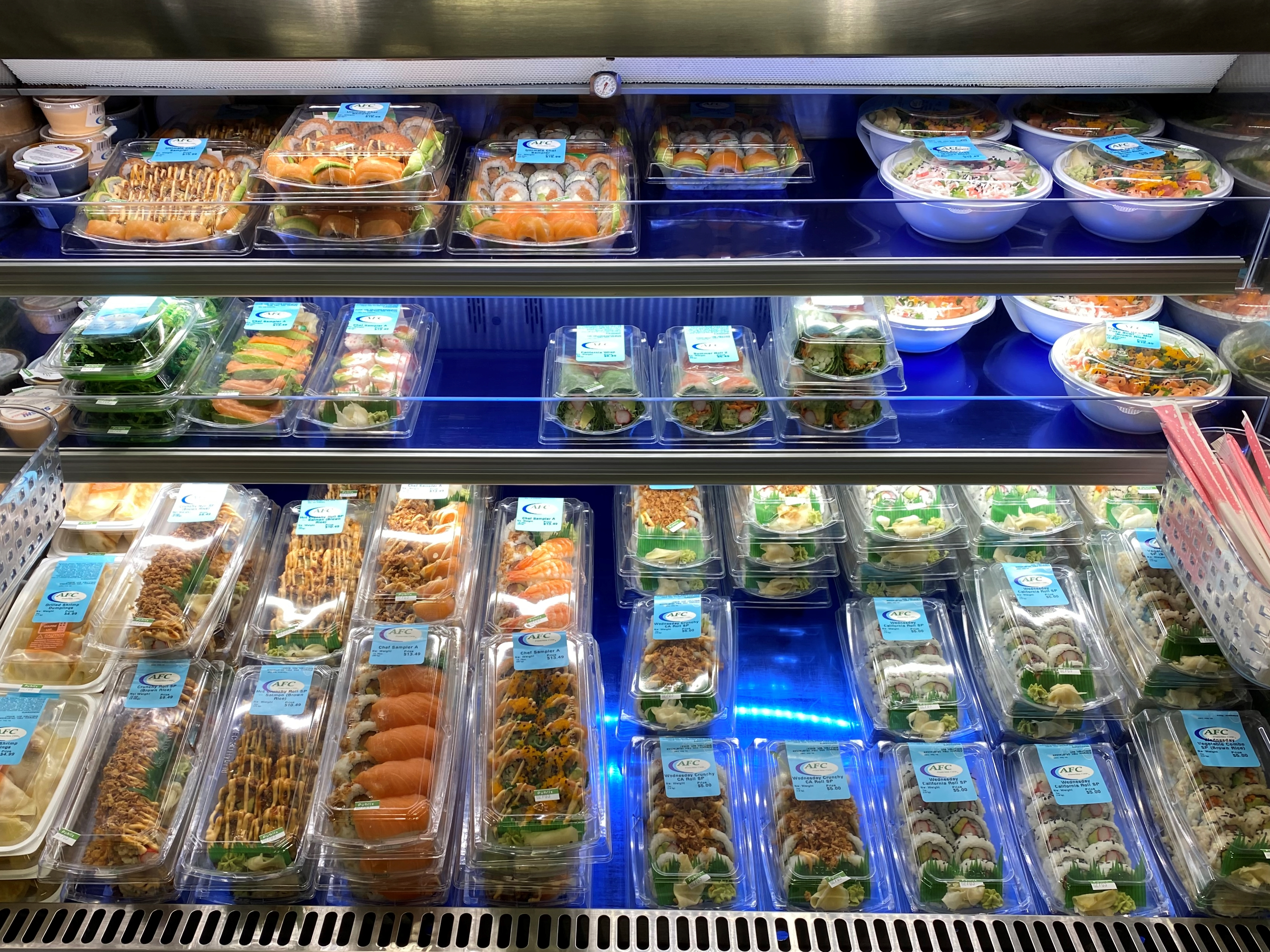
フロリダのスーパーマーケット内の、AFCの売場

ZENSHI（ゼンシ）は、北アメリカを中心に展開するテイクアウト寿司チェーン店である。

## 沿革
アメリカ合衆国カリフォルニア州ランチョ・ドミンゲスに本社を置くアドバンスド フレッシュ コンセプツ社（Advanced Fresh Concepts Corp. 以下、AFC）は、静岡県出身の実業家石井龍二により1986年に設立。2018年時点ではアメリカでは最大手で国内に3700店舗、カナダやオーストラリアを含めると約4000店舗を有する。同社は傘下に「Advanced Fresh Concepts Franchise Corp.」「AFC Distribution Corp.」「Advanced Fresh Concepts Pty Ltd.」の3社を有する持株会社で、2017年6月期の連結売上高は225,997千USドルであった。
2018年に、日本の外食企業ゼンショーホールディングス（以下、ゼンショー）が257.1百万USドルでAFCの全株式を買収した。ゼンショーはこれに続き、2023年5月にドイツでテイクアウト寿司店221店および回転寿司7店を運営する「スシ サークル ガストロノミー」（Sushi Circle Gastronomie GmbH、本社 ヘッセン州ノイ＝イーゼンブルク）を子会社化。同9月には、北米やイギリスで「ヨー!スーシ」などのブランドで約3000店舗を展開する「スノーフォックス・トップコ」（SnowFox Topco Limited、本社 イギリス王室属領ガーンジー島セント・ピーター・ポート）を子会社化した。スノーフォックスの取得価額874億円はゼンショーで最大のM&Aで、日本政策投資銀行およびみずほ銀行を引受人とした優先株式の発行と、三井住友銀行・みずほ銀行・日本政策投資銀行からのシンジケートローンの借入で資金調達が行われた。寿司チェーンに的を絞った大型買収により、ゼンショーは2023年に日本の外食企業では初めて時価総額が1兆円を超え、海外寿司事業を含む「グローバルファストフード」の事業セグメントの伸長により2025年3月期決算では連結売上高が日本の外食企業では初めて1兆円を超えた。

## 店舗と商品
スーパーマーケット店内の一角に、主にフランチャイズ方式で寿司コーナーを設けて販売を行う。商品は、カリフォルニアロールなど現地の消費者に親しまれた味が中心である。ゼンショーによる買収に伴い、AFCのブランドは順次ZENSHIに切り替えられる。この新ブランド名は、「禅（ぜん）」と、「寿司（すし）」を組み合わせて名付けられた。Zを頭文字にしたブランド変更には、ロッテリア→ゼッテリアに類例がみられる。
2018年の日本貿易振興機構の調査によると、同様の寿司コーナーは全米に5～6,000店舗あり、そのうちAFCが3,500店前後、kikkaが約1,000店であった。